# Богдан I
Бо́гдан I Вода (Богдан Основатель, молд. Богдан Водэ, Богдан I, валахо-молд. Богдан Водъ) — первый господарь независимого Молдавского государства (Богданско), (правил в 1363—1367 годах).
От его имени произошло название Богданско (Молдавского княжества), а в османских, монгольских, египетских и арабских источниках — Богдан, Богдания (осман. Boğdan‎). Правление Богдана продолжалось не более четырёх лет, управлял 1360 — 1364 годы.

## Биография
Будучи феодалом в Венгрии и воеводой в Марамуреше, Богдан I после ссоры с венгерским королём Лайошом I занял Молдавское княжество, сместил внука Драгоша Балка и поднял восстание против венгерского короля. В других источниках указано, что восстание воеводы Богдана в 1342—1343 годах против сохранившего верность Венгерскому королевству Марамурешского воеводы повело к образованию молдавского господарства, и около 1360 (1359) года Богдан, вступив на престол, пытался объявить себя независимым от Венгрии, но неудачно. В 1365 году венгерский король вынужден был признать независимость Молдавского княжества.
В отличие от своих предшественников, остававшихся верными Венгрии, Богдан объединил политические образования на территории Восточного Прикарпатья в единое княжество, добился независимости Молдавского княжества, противостоя агрессивной политике Венгрии, Польши и Золотой Орды.
Родители: Стефан и Малгожата (Мушата) Прекрасная. Его сын Лацко был воеводой Молдавского княжества в 1368—1375 годах.